# Terast Mis Hangund Me Hinge 10218
Terast Mis Hangund Me Hinge 10218 — drugi album studyjny estońskiej folk metalowej Metsatöll. Na krążku znajduje się 10 utworów.

## Lista utworów
Na podstawie materiału źródłowego:
| Nr  | Tytuł utworu                  | Długość |
| --- | ----------------------------- | ------- |
| 1.  | „Sissejuhatus”                | 01:47   |
| 2.  | „Veresulased”                 | 06:13   |
| 3.  | „Hundiraev”                   | 06:07   |
| 4.  | „Terasetuli”                  | 04:38   |
| 5.  | „Mõõk”                        | 04:00   |
| 6.  | „Terast Mis Hangund Me Hinge” | 04:53   |
| 7.  | „Metsaviha 1”                 | 03:40   |
| 8.  | „Metsaviha 2”                 | 05:05   |
| 9.  | „Põhjatuulte Pojad Ja Tütred” | 07:47   |
| 10. | „Oma Laulu Ei Leia Ma Üles”   | 03:52   |
|     |                               | 48:02   |